# برومونسته
شهر برومونسته در بخش سورسه  در ایالت لوسرن در کشور سوئیس  واقع شده‌است که  ۲٬۳۰۰ نفر جمعیت دارد.